# Cessy-les-Bois
Cessy-les-Bois è un comune francese di 128 abitanti situato nel dipartimento della Nièvre nella regione della Borgogna-Franca Contea.

## Società

### Evoluzione demografica
Abitanti censiti